# Liriomyza nana
Liriomyza nana är en tvåvingeart som beskrevs av Spencer 1965. Liriomyza nana ingår i släktet Liriomyza och familjen minerarflugor. Inga underarter finns listade i Catalogue of Life.